# Fritz Todt
Fritz Todt [tót], nemški inženir, politik in nacist, * 4. september 1891, Pforzheim, † 8. februar 1942, Kętrzyn.
Kot generalni inšpektor pri graditvi nemških cest se je od junija 1933 ukvarjal predvsem z graditvijo avtocest, od decembra 1938 pa je nadzoroval nemško gradbeništvo. Leta 1939 je bil imenovan za generala vojnega letalstva. Po njem je dobila ime organizacija Todt, ki je bila v službi Wehrmachta in je v okupirani Evropi prisilno mobilizirala in deportitala delovno silo za gradnjo strateško pomembnih objektov, kot so bili npr.Siegfriedova linija, gradnja cest in železniških prog v zaledju nemške fronte v Sovjetski zvezi, gradnja Atlantskega zidu itd. Od marca 1940 do smrti dve leti zatem, ko se je ponesrečil v letalski nesreči pri Kętrzynu na severovzhodu Poljske je bil minister za oborožitev, strelivo in industrijo tretjega rajha. Smrt pred koncem 2. svetovne vojne, ga je tudi rešila, da bi po koncu vojne stopil pred mednarodno sodišče za vojne zločince v Nürnbergu.